# Суммирующая функция ряда
Суммирующая функция ряда — функция, которая каждому ряду {\displaystyle U} ставит в соответствие некоторое число {\displaystyle s(U)}. Примером суммирующей функции может служить {\displaystyle \lim _{n\to \infty }\sum _{k=1}^{n}u_{k}}. Эта функция определена на множестве всех сходящихся рядов и её значение равно сумме ряда. Так определённую суммирующую функцию называют {\displaystyle s_{0}}. Для удобства использования суммирующие функции должны обладать свойствами регулярности (если {\displaystyle U} - сходящийся ряд, то суммирующая функция {\displaystyle s(U)} должна существовать и быть равной  {\displaystyle s_{0}(U)}), и линейности (для любых двух рядов {\displaystyle U} и {\displaystyle V} и чисел {\displaystyle a} и {\displaystyle b} из существования значений {\displaystyle s(U)} и {\displaystyle s(V)} следует существование значения {\displaystyle s(aU+bV)} и равенство {\displaystyle s(aU+bV)=as(U)+bs(V)}).

## Примеры
Суммирующей функцией Пуассона-Абеля называется функция, определённая равенством {\displaystyle s_{p}=\lim _{x\to 1-0}\lim _{n\to \infty }\sum _{k=1}^{n}u_{k}x^{k}}. Суммирующая функция Пуассона-Абеля является регулярной и линейной.